# Favio Castellanos Polanco
Favio Castellano Polanco (1 de julio de 1990) es un político mexicano, miembro del partido Movimiento Regeneración Nacional (Morena). Ha sido diputado federal para el periodo de 2021 a 2024.

## Biografía
Es licenciado en Derecho por la Universidad de Guadalajara (UdeG) y ha ejercido como docente. Es integrante de la Iglesia La Luz del Mundo, señala de promover a varios de sus miembros a cargos políticos, como diputados federales, en donde se distinguiría el propio Castellanos y sus compañeros de legislatura Emmanuel Reyes Carmona y Hamlet García Almaguer.
De 2012 a 2015 fue jefe del Departamento Jurídico de la Secretaria de Educación del ayuntamiento de Guadalajara presidido por Ramiro Hernández García, de 2015 a 2018 fue director Jurídico de la Secretaría de Movilidad de Jalisco, siendo titular de la misma Servando Sepúlveda Enríquez en la gubernatura de Aristóteles Sandoval Díaz; y de 2020 a 2021 fue coordinador regional del Servicio de Protección Federal.
En 2021 fue postulado por Morena como candidato a diputado federal suplente por el principio de representación proporcional y siendo diputado propietario Emmanuel Reyes Carmona; como Reyes Carmona fue elegido diputado por mayoría relativa en el Distrito 13 de Guanajuato, entonces le correspondió a Castellano asumir la diputación de representación proporcional en propiedad.
Sin embargo, el 1 de octubre de 2021 solicita licencia definitiva al cargo de diputado, y al no tener suplente, la Cámara de Diputados la declaró vancante y pidió al Instituto Nacional Electoral que nombrara a quien debía asumirla. El INE determinó otorgar la curul a Mauricio Cantú González, quien tomó protesta el 18 de octubre de 2021 y permaneció en el cargo hasta el 9 de mayo de 2023 en que recibió licencia definitiva al cargo para ser candidato a presidente municipal de Monterrey.
Castellanos solicitó licencia, para asumir el 4 de octubre de 2021 el cargo de dirigente estatal de Morena en Jalisco; permaneciendo en el cargo hasta el 3 de septiembre de 2022 en que es elegida para sucederlo Katia Castillo Lozano. El interés público en su pertenencia a la Luz del Mundo volvió a ser notorio cuando el 1 de mayo de 2023 el Instituto Nacional Electoral otorgó registro como asociación política nacional a Humanismo Mexicano, de la que fue nombrado secretario general, y a la que pertenecen también los diputados Reyes Carmona y García Almaguer; señalándose que dicha asociación, sería una forma de incursión en política de la organización religiosa.
Cuando Mauricio Cantú González dejó la diputación en mayo de 2023, solicitó retornar al cargo, pero inicialmente la Cámara de Diputados lo negó por haberse declarado la vacancia de dicho cargo; ante ello, Castellanos se inconformó ante el Tribunal Electoral del Poder Judicial de la Federación que le dio la razón, y ordenó a la Cámara de Diputados su reincorporación a partir del día 9 de mayo de 2023. En la LXV Legislatura fue secretario de la comisión de Ciencia, Tecnología e Innovación; e integrante de las comisiones de Economía, Comercio y Competitividad; Vigilancia de la Auditoría; y, de Asuntos Migratorios.
En las elecciones federales de 2024 fue postulado candidato de la coalición Sigamos Haciendo Historia a diputado federal por el Distrito 9 de Jalisco, logrando ser elegido al recibir el 43.69% de los votos, frente al 28.01% de los de Juan Carlos Márquez Rosas, de Movimiento Ciudadano.